# Sée
La Sée è un breve fiume della Francia, che scorre interamente nel dipartimento della Manica, nella regione della Bassa Normandia.
La sorgente del fiume si trova nella località "Les Maures" (comune di Chaulieu nel cantone di Sourdeval), a 219 m s.l.m. Il fiume si ingrossa rapidamente in seguito all'apporto di numerosi piccoli ruscelli e scorre verso ovest.
Il corso del fiume è scavato nello scisto e negli strati di granito di Vire-Carolles e di Avranches. Inizialmente più stretta, la valle si allarga dopo Brécey e la limitata pendenza porta alla formazione di meandri nella parte bassa del corso.
Dopo aver percorso 78 km il fiume si getta con una foce a estuario ingombra di banchi di sabbia e fango, nella baia del Mont Saint-Michel, nel canale della Manica, della quale contribuisce a ridurre l'insabbiamento prodotto dai sedimenti portati dalle maree, insieme ai fiumi Sélune e Couesnon.

## Affluenti
La sua localizzazione geografica spiega la limitata superficie del suo bacino idrografico (487 km²) e la limitata importanza dei suoi affluenti
A partire dalla sorgente gli affluenti sono:
| Destra idrografica | Sinistra idrografica |
| - Yeurseul e Ravillon - ruscello Soufficière (Chérencé-le-Roussel) - Hartellerie - Glanon (Cuves) - ruscello Saint-Laurent - ruscello "Le Bieu" - ruscello "du Moulin du Bois" - ruscello di Saultbesnon - ruscello Gérinette (Ponts-sous-Avranches) - Braize (Ponts-sous-Avranches) | - Sée Bianca - Sée Rossa (Rousse) (Sourdeval) - ruscello "de Pierre Zure" (Chérencé le Roussel) - ruscello Gesberdière - Loterais - ruscello "de la Tullerie" - ruscello "du Moulin Richard" - ruscello "de l'Étang" - ruscello Palorette |

## Valle della Sée
Il corso del fiume attraversa i territori dei comuni di Sourdeval, Beauficel, Perriers-en-Beauficel, Chérencé-le-Roussel, Cuves, Brécey, Vernix, Tirepied, Ponts-sous-Avranches, Saint-Senier-sous-Avranches e Avranches.
Il fiume è risalito dalle annuali migrazioni di salmoni e popolato da trote.
Nella valle, dopo Sourdeval, sono presenti numerosi mulini ad acqua, anticamente utilizzati per la fabbricazione della carta. Con il declino di questa attività alcuni di essi si sono riconvertiti nella coltellineria.